# Aeroportul Wa
Aeroportul Wa (IATA: WZA, ICAO: DGLW) este un aeroport din Wa, Regiunea Superioară de Vest, Ghana. Aeroportul a fost tranzitat în 2022 de 25.875 de pasageri.
Situat la o altitudine de 323 m, aeroportul dispune de o singură pistă.